# Chandrasena Jayasuriya
Chandrasena Perera Jayasuriya (ur. 27 stycznia 1935, zm. 21 lutego 2000) – cejloński bokser, olimpijczyk. Jego brat Hempala również był bokserem.
W wadze piórkowej zdobył brązowy medal podczas Igrzysk Azjatyckich 1954.
Brał udział w igrzyskach olimpijskich w Melbourne (1956), gdzie wystąpił w wadze lekkiej. W pierwszej fazie zawodów miał wolny los, zaś w kolejnym pojedynku przegrał na punkty z reprezentantem Wielkiej Brytanii Richardem McTaggartem, który zdobył na tym turnieju złoty medal.
Uczestniczył również w Igrzyskach Imperium Brytyjskiego i Wspólnoty Brytyjskiej 1958, na których startował w wadze lekkopółśredniej. Był jednym z 11 zawodników biorących udział, jednak medalu na tych zawodach nie zdobył (prawdopodobnie był poza pierwszą ósemką).